# 第81回日劇學院賞
←第80回 - 第81回 - 第82回→
第81回日劇學院賞，針對2014年4月到6月在日本播出之春季檔連續劇所做出的投票與評比，本季由《BORDER》獲得最優秀作品賞。

## 最優秀作品賞
1. BORDER
2. 死神君
3. 續‧倒數第二次戀愛

- 讀者票：1.死神君；2.即使弱小也能取勝；3.花咲舞無法沈默；4.愛麗絲的復仇；5.BORDER
- 記者票：1.FIRST CLASS；2.吶喊正義；3.續‧倒數第二次戀愛 ；4.羅斯福遊戲；5.BORDER
- 評審票：1.BORDER；2.續‧倒數第二次戀愛；3.羅斯福遊戲；4.吶喊正義；5.FIRST CLASS

## 主演男優賞
1. 小栗旬（BORDER）
2. 大野智（死神君）
3. 西島秀俊（吶喊正義）

- 讀者票：1.大野智（死神君）；2.二宮和也（即使弱小也能取勝）；3.小栗旬（BORDER）
- 記者票：1.西島秀俊（吶喊正義）；2.小栗旬（BORDER）；3.中井貴一（續‧倒數第二次戀愛）
- 評審票：1.小栗旬（BORDER）；2.中井貴一（續‧倒數第二次戀愛）；3.西島秀俊（吶喊正義）

## 主演女優賞
1. 小泉今日子（續‧倒數第二次戀愛）
2. 澤尻英龍華（FIRST CLASS）
3. 上野樹里（愛麗絲的復仇）

- 讀者票：1.杏（花咲舞無法沈默）；2.上野樹里（愛麗絲的復仇）；3.深田恭子（無聲的貧困（日语：サイレント・プア））
- 記者票：1.澤尻英龍華（FIRST CLASS）；2.上野樹里（愛麗絲的復仇）；3.小泉今日子（續‧倒數第二次戀愛）
- 評審票：1.小泉今日子（續‧倒數第二次戀愛）；2.杏（花咲舞無法沈默）；3.上野樹里（愛麗絲的復仇）

## 助演男優賞
1. 菅田將暉（死神君）
2. 池松壯亮（吶喊正義）
3. 上川隆也（花咲舞無法沈默）

- 讀者票：1.菅田將暉（死神君）；2.上川隆也（花咲舞無法沈默）；3.松重豐（死神君）
- 記者票：1.池松壯亮（吶喊正義）；2.吉田鋼太郎（吶喊正義）；3.工藤阿須加（羅斯福遊戲）
- 評審票：1.三浦友和（極惡頑暴）；2.手塚徹（日语：手塚とおる）（羅斯福遊戲）；3.立川談春（日语：立川談春）（羅斯福遊戲）

## 助演女優賞
1. 菜菜緒（FIRST CLASS）
2. 桐谷美玲（死神君）
3. 真木陽子（吶喊正義）

- 讀者票：1.桐谷美玲（死神君）；2.有村架純（即使弱小也能取勝）；3.藥師丸博子（即使弱小也能取勝）
- 記者票：1.菜菜緒（FIRST CLASS）；2.板谷由夏（FIRST CLASS）；3.真木陽子（吶喊正義）
- 評審票：1.菜菜緒（FIRST CLASS）；2.波瑠（BORDER）；3.真木陽子（吶喊正義）

## 主題曲賞
1. 嵐《無人知曉》（死神君）
2. 嵐《GUTS》（即使弱小也能取勝）
3. 氣志團《喧嘩上等》（極惡頑暴）

## 腳本賞
1. 金城一紀（日语：金城一紀）（BORDER）
2. 岡田惠和（續‧倒數第二次戀愛）
3. 仁志光佑（吶喊正義）

## 監督賞
1. 羽住英一郎（日语：羽住英一郎）（吶喊正義）
2. 橋本一、波多野貴文（BORDER）
3. 水田成英、樹下直美、小林和絃、及川博則、岡野宏信（FIRST CLASS）

## 特別賞
1. 《FIRST CLASS》的「副聲道」（人物O.S）